# Municipio de Hay (Míchigan)
El municipio de Hay (en inglés: Hay Township) es un municipio ubicado en el condado de Gladwin en el estado estadounidense de Míchigan. En el año 2010 tenía una población de 1362 habitantes y una densidad poblacional de 23,17 personas por km².

## Geografía
El municipio de Hay se encuentra ubicado en las coordenadas 43°57′3″N 84°20′17″O / 43.95083, -84.33806. Según la Oficina del Censo de los Estados Unidos, el municipio tiene una superficie total de 58.77 km², de la cual 55,57 km² corresponden a tierra firme y (5,46 %) 3,21 km² es agua.

## Demografía
Según el censo de 2010, había 1362 personas residiendo en el municipio de Hay. La densidad de población era de 23,17 hab./km². De los 1362 habitantes, el municipio de Hay estaba compuesto por el 97,28 % blancos, el 0,22 % eran afroamericanos, el 0,51 % eran amerindios, el 0,15 % eran asiáticos, el 0,51 % eran de otras razas y el 1,32 % eran de una mezcla de razas. Del total de la población el 1,91 % eran hispanos o latinos de cualquier raza.